# دو رنگ‌تابی دورانی

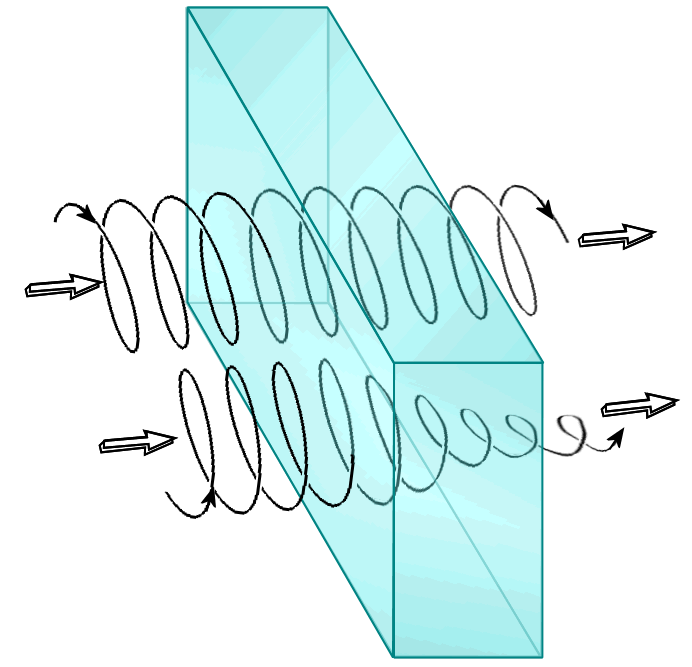
شماتیک اثر «دو رنگ‌تابی دورانی» بر دو پرتو نور قطبی‌شده به ترتیب دایره‌ای چپ و راست؛ آن‌ها جذب یکسانی ندارند. نور قطبی دایره‌ای راست و چپ، به‌طور متفاوتی در لایه‌ای حاوی انانتیومر از یک مادهٔ کایرال فعال نوری، تأثیر می‌گذارد.

رنگ‌تابی دَوَرانی یا (circular dichroism (CD روشی مبتنی بر طیف‌سنجی است که بر اساس تفاوت در میزان جذب نور قطبیده راست دوران‌کننده و نور قطبیده چپ دوران‌کننده توسط مولکول فعال از لحاظ نوری استوار است. از این روش برای بررسی ساختار پلیمرهای زیستی مانند پروتئین و اسیدهای نوکلئیک استفاده می‌شود.
رنگ تابی دورانی
رنگ تابی دورانی اشاره به جذب دیفرانسیل نور چپ و راست گردش قطبی است. این پدیده توسط Jean-Baptiste Biot, Augustin Fresnel و Aimé Cotton در نیمه اول از قرن 19th کشف شد. این روش در باندهای جذب مولکول‌های کایرال نوری فعال به نمایش گذاشته شده‌است. این روش اسپکتروسکوپی طیف گسترده‌ای از برنامه‌های کاربردی در زمینه‌های مختلف است. برجسته‌ترین این روش‌ها، CD UV است که به منظور بررسی ساختار دوم پروتئین استفاده می‌گردد. UV/V که یک نوع CD است برای بررسی انتقال شارژ استفاده می‌گردد.
قطبش دایره ای از نور
تابش الکترومغناطیسی شامل میدان الکتریک (E) و مغناطیسی (B) است که نوسان عمود بر یکدیگر دارند و به جهت انتشار است. در حالی که نوری که به صورت خطی قطبی شده زمانی اتفاق می‌افتد که بردار میدان الکتریکی نوسان تنها در یک صفحه و گردش قطبی نور زمانی اتفاق می‌افتد که جهت بردار میدان الکتریکی در جهت انتشار آن با شدت ثابت باشد.
در یک نقطه در فضا، گردش قطبی بردار ردیابی یک دایره بیش از یک دوره از فرکانس موج است. دو نمودار زیر نشان می‌دهد بردار الکتریکی از نور خطی و گردش قطبی، در یک لحظه از زمان، برای طیف وسیعی از موقعیت؛ طرح بردار گردش قطبی الکتریکی در امتداد جهت انتشار (k) به شکل یک مارپیچ است.
تعامل نور قطبی شده دورانی با ماده
هنگامی که گردش نور قطبی شده از طریق جذب نوری متوسط فعال، سرعت بین polarization راست و چپ متفاوت است (CL ≠ CR) و همچنین طول موج آن‌ها (λL ≠ λR) و تا حدی که آن‌ها جذب شده‌اند (εL ≠ εR). رنگ تابی دورانی عبارت از تفاوت Δε ≡ εL-εR است.
میدان الکتریکی از یک پرتو که باعث جابجایی خطی در هنگام برقراری ارتباط با یک مولکول (دو قطبی الکتریکی)، در حالی که میدان مغناطیسی آن، باعث می‌شود جابه جایی گردش (دو قطبی مغناطیسی) می‌شود. این دو حرکت ترکیب باعث تحریک الکترون در یک حرکت مارپیچی، که شامل جا به جایی و چرخش مرتبط با آن‌ها است.
رابطه تجربی بین مقاومت (R) چرخشی از یک نمونه و Δε عبارتست از:
قدرت چرخشی از لحاظ نظری به صورت زیر بیان می‌شود:
در اینجا دو معادله که از درجه غیر صفر، اپراتور گشتاور دوقطبی الکتریکی و مغناطیسی (و) باید به عنوان نمایندگی اصلی غیرقابل تقلیل تبدیل را مشاهده می‌نماییم. و مجموعه نقاطی هستند که تنها نقطه ای که در آن این می‌تواند رخ دهد، تنها مولکول کایرال CD فعال است.
به عبارت ساده، به دلیل گردش قطبی نور که خود «کایرال» است، در تعامل متفاوت با مولکول کایرال است.
جذب دلتا
تعریف:
\Delta A=A_L-A_R \,
که در آن ΔA (جذب دلتا) تفاوت بین جذب نور پلاریزه راستگرد و چپگرد (چیزی که معمولاً اندازه‌گیری می‌شود) است. ΔA تابعی از طول موج است، بنابراین برای اندازه‌گیری معنی دار طول موجی که در آن آزمایش انجام شده باید مشخص باشند.

## CD مولی
همچنین می‌توانید با استفاده از قانون Beer/0}:
\Delta A = (\epsilon_L - \epsilon_R)Cl\,
که در آن
ε L و ε R ضرایب انقراض مولار نور LCP و RCP,
C غلظت مولار
L طول مسیر به سانتی‌متر (cm) است.
در نتیجه
\Delta \epsilon =\epsilon_L-\epsilon_R\,
dichroism مولار است. این ویژگی ذاتی این همان چیزی است که معمولاً به عنوان dichroism دایره ای از این ماده شناخته می‌شوند. از آنجا که \Delta \epsilon تابعی از طول موج، میزان مولار dichroism (\Delta \epsilon) باید به طول موجی که در آن معتبر است را مشخص کنید.

## اثرات غیرذاتی در dichroism مدور
در بسیاری از کاربردهای عملی CD، که در زیر مورد بحث قرار گرفته، CD اندازه‌گیری شده صرفاً یک ویژگی ذاتی مولکولی نیست، بلکه بستگی به ترکیب مولکولی دارد. در چنین حالتی CD همچنین ممکن است تابعی از دما، غلظت، و محیط شیمیایی، از جمله حلال‌ها باشد. در این گونه موارد CD گزارش شده را نیز باید به این عوامل مرتبط دیگر نیز اشاره کرد تا عدد گزارش شده معنی دار باشد.